# Becada de Java
La becada de Java (Scolopax saturata) és una espècie d'ocell de la família dels escolopàcids (Scolopacidae) que habita la selva humida de les muntanyes de Java i Sumatra.